# Centre royal de télédétection spatiale
 (juin 2023).
Si vous disposez d'ouvrages ou d'articles de référence ou si vous connaissez des sites web de qualité traitant du thème abordé ici, merci de compléter l'article en donnant les références utiles à sa vérifiabilité et en les liant à la section « Notes et références ».
Le Centre royal de télédétection spatiale est une agence spatiale responsable du programme spatial du Maroc. Créé par décret en décembre 1989 et situé à Rabat, le CRTS a été mandaté pour promouvoir l’exploitation et le développement des applications de la télédétection au Maroc. Le CRTS coordonne et réalise le programme national en télédétection en collaboration avec les départements ministériels, les opérateurs privés et les universités marocaines.
Le CRTS est le distributeur officiel au Maroc des images satellites Spot, Landsat, ERS, NOAA.
Sur le plan international, les activités du CRTS s’inscrivent dans le cadre de relation de coopération et de partenariat avec plusieurs institutions et agences nationales et internationales. Il participe activement aux travaux du COPUOS.

## Domaines d'activité
Depuis sa création, le CRTS a mis en œuvre plusieurs projets intégrant la télédétection et les SIG pour répondre aux besoins des utilisateurs en matière d'inventaire et de gestion des ressources naturelles et de protection de l'environnement et d'aménagement du territoire. Ces projets s'inscrivent dans les programmes nationaux de développement et sont réalisés selon différentes formes (Contrats d'études, projets pilotes, projets de développement national...). Les applications développées constituent un support stratégique aux décideurs et concernent plusieurs domaines :
- Agriculture;
- Domaine forestier et Parcours;
- Occupation des sols , Aménagement du Territoire et Urbanisme;
- Zones côtières, Océanographie et Ressources Halieutiques;
- Gestion de l'Information Géographique;
- Ressources en eau — Désertification[1].

## Programme spatial
Le Centre royal de télédétection spatiale, conjointement avec l'Institut d'aéronautique et d'astronautique de l'Université technique de Berlin, a mis en orbite le 10 décembre 2001 un micro-satellite d'observation de la Terre faisant partie du programme TUBSAT, Maroc-TUBSAT. Ce satellite est arrivé en fin de vie.